# 多數落敗者標準
多數落敗者標準（Majority loser criterion）是以領先者當選為基礎的投票制度。該標準規定，如果大多數選民更喜歡其他候選人而不是投票給這位候選人，則這位候選人落敗。
不符合此標準的方法包括多數制、極小值、斯里蘭卡隨機投票、補充投票、同意投票和計分投票制。